# Mirko Gräf
Mirko Gräf (20. září 1928, Zbraslav – 11. listopadu 2011, Liberec) byl český atlet, vítěz populárních Běchovic (1959), pětinásobný mistr Československa v běhu na 5 a 10 km, třináctinásobný reprezentant a běžec, který na sebe poprvé strhnul pozornost v roce 1956 při slavném Memoriálu Evžena Rošického na Strahově, kde na „pětce“ porazil legendárního Emila Zátopka a vyšvihl se na třetí místo tehdejších světových tabulek.
Mirko Gräf vstoupil do všeobecného povědomí závodem na Memoriálu Evžena Rošického v roce 1956. Tehdy coby ryzí amatér v cílové rovince běhu na 5000 metrů vedl, nakonec doběhl těsně třetí za dvěma Maďary. Jednalo se o velkou senzaci i díky tomu, že porazil legendárního Emila Zátopka a svým výkonem se dostal na třetí místo tehdejších světových tabulek.
Na dnešní poměry se připravoval v amatérských podmínkách. Pracoval v liberecké Textilaně a na první fázi tréninku vybíhal čtyřikrát týdně v pět hodin ráno. Druhou fázi pak absolvoval večer po práci. Když o něm tehdejší krátký film Praha natáčel medailon, museli filmaři přijet do Liberce již před pátou ranní, aby jej stihli zachytit, jak vybíhá na trénink. Odmítl posunout čas tréninku na pozdější dobu, protože by to narušilo jeho tréninkový plán a rytmus.
V roce 1957 se spolupodílel na národním rekordu na 4x1 míli. O dva roky později pak Mirko Gräf zaběhl při mezistátním utkání ČSSR – Anglie ve Wembley v závodě na 3 míle svůj nejlepší čas 13:32.8 min., jímž zaostal pouze 1.8 sekundy za tehdejším nejlepším světovým časem Emila Zátopka. Pokud bychom tento výkon přepočetli na 5 km, dostali bychom se někam na hranici 14 minut.
Za svou běžeckou kariéru vybojoval několik republikových titulů včetně toho ze slavného závodu Běchovice – Praha (1959). Reprezentoval Československo na 13 mezistátních utkáních. Kariéru ukončil v roce 1964.
| trať   | osobní rekord | místo   | datum      |
| ------ | ------------- | ------- | ---------- |
| 1500m  | 3:54.0 min.   | Vídeň   | 4.7.1954   |
| 3000m  | 8:13.4 min.   | Liberec | 1.9.1957   |
| 5000m  | 14:04.2 min.  | Moskva  | 4.8.1957   |
| 3 míle | 13:32.8 min.  | Londýn  | 1956       |
| 10000m | 29:55.4 min.  | Praha   | 11.10.1959 |